# Liste des gares coloniales de Tunisie
Cette page présente la liste des  gares coloniales de Tunisie.

## Historique
Avant même l'instauration du protectorat français, une première ligne de chemin de fer entre Tunis et Ghardimaou est construite et gérée par la Compagnie des chemins de fer Bône-Guelma.
Dès la fin de la conquête, un grand programme de construction de voies ferrées est lancé pour permettre le développement économique du pays et l'exportation des produits miniers qui y sont abondants. La découverte en 1885 des gisements de phosphate dans la région de Métlaoui est à l'origine de la construction de la voie ferrée entre Gafsa et Sfax, indispensable à l'exportation de la production. La concession est accordée à la Compagnie des phosphates et des chemins de fer de Gafsa en 1897, à charge pour elle de construire et d'entretenir la ligne, ce qui est chose faite dès 1899.
La compagnie Bône-Guelma est chargée de la construction des autres lignes en complément de l'axe Tunis-Ghardimaou terminé en 1884. Bizerte est bientôt reliée à Tunis en 1892, puis on construit la ligne du littoral qui joint Tunis à Sousse avec des embranchements vers le Cap Bon, Kairouan et Moknine. Achevée en 1908, elle est prolongée jusqu'à Sfax qu'elle rejoint en 1911 puis jusqu'à Gabès (1916). Les emprunts de 1902 et 1907 permettent d'ouvrir successivement les liaisons Tunis-Kalâa Djerda en 1906, qui assure à Tunis et La Goulette le trafic des phosphates et des minerais de fer du centre du pays, et Sousse-Moularès, qui assure au port de Sousse l'exportation des phosphates de la région.
Dans le nord du pays, un nouveau tronçon relie Bizerte à Nebeur en passant par Mateur et Béja tandis que de nouvelles liaisons desservent Nefza et Tabarka.
Les 1 610 kilomètres de voies ferrées construits par la compagnie Bône-Guelma sont rachetés en 1922 par le gouvernement. Leur exploitation est confiée à la Compagnie fermière des chemins de fer tunisiens (CFT) qui s'acquitte de cette tâche pour le compte de l'État. Mais l'âge d'or du chemin de fer est déjà passé au profit du trafic routier : le trafic voyageurs qui était de 5 000 000 personnes transportées en 1920 tombe à 3 000 000 en 1935. Le réseau est surtout utilisé pour le transport des marchandises (produits miniers et céréales) qui passe de 250 000 tonnes en 1900 à 2 500 000 en 1910 avant d'atteindre un pic en 1929 (5 000 000 tonnes). La crise économique des années 1930 diminue considérablement le trafic qui se stabilise autour de 3 250 000 tonnes composées de 2 640 000 tonnes de minerai (dont 1 800 000 de phosphates et 500 000 de fer), 200 000 tonnes de céréales, 80 000 tonnes d'alfa et 300 000 tonnes de marchandises diverses (huiles, liège, bois, etc.).
Mais le réseau souffre du manque d'investissements et du double gabarit des voies. Les lignes du nord du pays (507 kilomètres) sont à écartement normal alors que le reste du pays (1 558 kilomètres) est équipé en voies étroites, ce qui nécessite un transbordement aux points de jonction.
Le décret du 2 février 1956 retire la gestion des voies ferrées à la CFT pour la confier à la toute nouvelle Société nationale des chemins de fer tunisiens (SNCFT).
À l'expiration de sa concession, le 31 décembre 1966, les activités de la Compagnie des chemins de fer de Gafsa sont reprises par la SNCFT.
Cette dernière récupère alors la gestion des nombreuses gares dont l'architecture rappelle celle utilisée pour la construction des gares françaises. La baisse du trafic voyageurs entraîne l'abandon de certaines lignes ou la suppression de dizaines de stations. Certaines gares tombent en ruine lorsque d'autres bénéficient de rénovations remarquables comme celle de Tozeur, classée monument en 2001. Depuis plusieurs années, on observe un net regain d'intérêt pour ce patrimoine architectural et une volonté d'éviter sa disparition,,.

## Liste
| Localisation                  | Date de construction | Utilisation actuelle | Coordonnées                  | Illustration à l'époque du protectorat | Illustration récente |
| ----------------------------- | -------------------- | -------------------- | ---------------------------- | -------------------------------------- | -------------------- |
| Béja                          |                      | Gare                 | 36° 43′ 29″ N, 9° 11′ 24″ E  |                                        |                      |
| Bir Bou Regba                 |                      | Gare                 | 36° 25′ 51″ N, 10° 34′ 24″ E |                                        |                      |
| Bizerte                       |                      | Gare                 |                              |                                        |                      |
| Bou Arada                     |                      | Gare                 | 36° 21′ 24″ N, 9° 37′ 34″ E  |                                        |                      |
| Bou Arkoub                    |                      | Gare                 | 36° 31′ 53″ N, 10° 33′ 06″ E |                                        |                      |
| Bou Salem (Souk El Khémis)    |                      | Gare                 | 36° 36′ 40″ N, 8° 58′ 08″ E  |                                        |                      |
| Carthage                      |                      | Gare                 | 36° 51′ 12″ N, 10° 19′ 44″ E |                                        |                      |
| Dahmani (Ebba Ksour)          |                      | Gare                 | 35° 56′ 46″ N, 8° 49′ 49″ E  |                                        |                      |
| Cheylus                       |                      | Gare                 | 36° 33′ 22″ N, 10° 03′ 39″ E |                                        |                      |
| Djelida                       |                      | Ruines               | 36° 22′ 18″ N, 9° 33′ 23″ E  |                                        |                      |
| El Akhouat                    |                      | Gare                 | 36° 15′ 19″ N, 9° 15′ 18″ E  |                                        |                      |
| El Aroussa                    | 1900                 | Gare                 | 36° 22′ 51″ N, 9° 27′ 15″ E  |                                        |                      |
| El Jem                        |                      | Gare                 | 35° 17′ 34″ N, 10° 42′ 34″ E |                                        |                      |
| El Krib                       |                      | Gare                 | 36° 15′ 13″ N, 9° 11′ 06″ E  |                                        |                      |
| El Oudiane                    |                      | Gare                 |                              |                                        |                      |
| Enfida                        |                      | Gare                 | 36° 07′ 51″ N, 10° 23′ 01″ E |                                        |                      |
| Fondouk Jedid                 |                      | Gare                 | 36° 40′ 09″ N, 10° 26′ 48″ E |                                        |                      |
| Gaâfour                       |                      | Gare                 | 36° 19′ 22″ N, 9° 19′ 35″ E  |                                        |                      |
| Gabès                         |                      | Gare                 | 33° 53′ 04″ N, 10° 05′ 58″ E |                                        |                      |
| Gafsa                         |                      | Gare                 | 34° 23′ 44″ N, 8° 48′ 03″ E  |                                        |                      |
| Ghardimaou                    |                      | Gare                 | 36° 26′ 52″ N, 8° 26′ 15″ E  |                                        |                      |
| Grombalia                     |                      | Gare                 | 36° 35′ 46″ N, 10° 29′ 53″ E |                                        |                      |
| Hammam Lif                    |                      | Gare                 | 36° 43′ 46″ N, 10° 20′ 06″ E |                                        |                      |
| Hammamet                      |                      | Gare                 | 36° 24′ 28″ N, 10° 36′ 44″ E |                                        |                      |
| Jemmal                        |                      | Gare                 | 35° 37′ 43″ N, 10° 45′ 28″ E |                                        |                      |
| Kalâa Kebira                  |                      | Gare                 | 35° 52′ 04″ N, 10° 33′ 12″ E |                                        |                      |
| Kalaa Khasba                  |                      | Gare                 | 35° 39′ 33″ N, 8° 35′ 28″ E  |                                        |                      |
| Kalaa Sghira                  |                      | Abandonnée           | 35° 49′ 20″ N, 10° 34′ 17″ E |                                        |                      |
| Khledia                       |                      | Gare                 | 36° 38′ 46″ N, 10° 11′ 41″ E |                                        |                      |
| Le Kef                        | 1906                 | Gare                 | 36° 10′ 01″ N, 8° 42′ 11″ E  |                                        |                      |
| Le Sers                       |                      | Gare                 | 36° 04′ 33″ N, 9° 01′ 24″ E  |                                        |                      |
| Mannouba                      |                      | Gare                 | 36° 48′ 57″ N, 10° 06′ 05″ E |                                        |                      |
| La Pêcherie                   |                      | Désaffectée          | 37° 15′ 17″ N, 9° 50′ 22″ E  |                                        |                      |
| Les Salines                   |                      | Gare                 | 36° 04′ 40″ N, 8° 57′ 50″ E  |                                        |                      |
| Mastouta                      |                      | Désaffectée          | 36° 38′ 10″ N, 9° 11′ 36″ E  |                                        |                      |
| Mateur                        |                      | Gare                 | 37° 02′ 17″ N, 9° 41′ 04″ E  |                                        |                      |
| Medjez el-Bab                 |                      | Gare                 | 36° 39′ 57″ N, 9° 36′ 23″ E  |                                        |                      |
| Menzel Bourguiba (Ferryville) | 1904                 | Gare                 | 37° 09′ 05″ N, 9° 47′ 38″ E  |                                        |                      |
| Muthul                        |                      | Désaffectée          | 36° 25′ 20″ N, 8° 45′ 38″ E  |                                        |                      |
| Nassen                        |                      | Gare                 | 36° 42′ 12″ N, 10° 13′ 57″ E |                                        |                      |
| Nebeur                        |                      | Désaffectée          | 36° 17′ 23″ N, 8° 45′ 10″ E  |                                        |                      |
| Radès                         |                      |                      |                              |                                        |                      |
| Sbeïtla                       |                      | Gare                 | 35° 13′ 38″ N, 9° 07′ 37″ E  |                                        |                      |
| Sidi Ayed                     |                      | Fermée               | 36° 21′ 04″ N, 9° 23′ 27″ E  |                                        |                      |
| Sidi Bou Rouis                |                      | Gare                 | 36° 10′ 31″ N, 9° 07′ 30″ E  |                                        |                      |
| Sidi Smaïl                    |                      | Gare                 | 36° 35′ 45″ N, 9° 06′ 46″ E  |                                        |                      |
| Sminja (Depienne)             |                      | Gare                 | 36° 27′ 26″ N, 10° 01′ 25″ E |                                        |                      |
| Sousse                        |                      | Gare                 | 35° 49′ 50″ N, 10° 38′ 18″ E |                                        |                      |
| Tabarka                       |                      | Gare                 | 36° 29′ 58″ N, 8° 46′ 17″ E  |                                        |                      |
| Tarf Echena                   |                      | Ruines               | 36° 21′ 18″ N, 9° 43′ 02″ E  |                                        |                      |
| Thélepte                      |                      | Gare                 | 35° 17′ 43″ N, 10° 42′ 23″ E |                                        |                      |
| Thibica                       |                      | Ruines               | 36° 21′ 21″ N, 9° 48′ 33″ E  |                                        |                      |
| Tinja                         |                      | Fermée               | 37° 09′ 35″ N, 9° 45′ 25″ E  |                                        |                      |
| Tozeur                        | 1909                 | Gare                 | 33° 55′ 07″ N, 8° 07′ 23″ E  |                                        |                      |
| Zaafrane                      |                      | Fermée               | 36° 09′ 28″ N, 8° 50′ 04″ E  |                                        |                      |
| Zouarine                      |                      | Gare                 | 36° 01′ 22″ N, 8° 54′ 11″ E  |                                        |                      |